# Eilema purpureotincta
Eilema purpureotincta là một loài bướm đêm thuộc phân họ Arctiinae, họ Erebidae.